# Michael Droese
Michael Droese (ur. 9 sierpnia 1952 w Ueckermünde) – niemiecki lekkoatleta, sprinter, medalista mistrzostw Europy w 1974. W czasie swojej kariery reprezentował Niemiecką Republikę Demokratyczną.
Zdobył brązowy medal w sztafecie 4 × 100 metrów (która biegła w składzie: Manfred Kokot, Droese, Hans-Jürgen Bombach i Siegfried Schenke) na mistrzostwach Europy w 1974 w Rzymie, a w biegu na 100 metrów odpadł w półfinale. 
Był brązowym medalistą mistrzostw NRD w biegu na 200 metrów w 1973 i 1974.
11 lipca 1973 w Dreźnie wyrównał rekord Europy i rekord NRD w biegu na 100 metrów czasem 10,0 s. Jego rekord życiowy w biegu na 200 metrów pochodził z tej samej daty i wynosił 20,4 s.